# باتريك ديويت
باتريك ديويت (بالإنجليزية: Patrick deWitt)‏ (1975، جزيرة فانكوفر في كندا)؛ كاتب سيناريو، كاتب وروائي كندي.

## روابط خارجية
- باتريك ديويت على موقع IMDb (الإنجليزية)
- باتريك ديويت على موقع قاعدة بيانات الفيلم (الإنجليزية)